# 5263 Arrius
5263 Arrius è un asteroide della fascia principale. Scoperto nel 1991, presenta un'orbita caratterizzata da un semiasse maggiore pari a 3,1968065 UA e da un'eccentricità di 0,0220861, inclinata di 14,74631° rispetto all'eclittica.